# Geoffrey Acworth Rimbault
Geoffrey Acworth Rimbault, britanski general, * 1908, † 1991.